# Alianza Nacional (Lituania)
La Alianza Nacional (Lituano: Nacionalinis susivienijimas, NS) es un partido político de Lituania de derecha fundado el 7 de marzo de 2020 y dirigido por el filósofo Vytautas Radžvilas. A partir de 2024, el partido ocupa dos escaños en el consejo municipal y un escaño en el Seimas, siendo representado por su vicepresidente Vytautas Sinica.

## Resultados electorales

### Seimas
| Elección | Líder              | Votos  | %          | Escaños | +/–   | Estatus           |
| -------- | ------------------ | ------ | ---------- | ------- | ----- | ----------------- |
| 2020     | Vytautas Radžvilas | 25,092 | 2.21 (#10) | 0/141   | Nuevo | Extraparlametario |
| 2024     | Vytautas Radžvilas | 35,630 | 2.87 (#9)  | 1/141   | 1     | Oposición         |

### Parlamento Europeo
| Elección | Líder de lista     | Votos  | %          | Escaños | +/–   | Grupo parlamentario europeo |
| -------- | ------------------ | ------ | ---------- | ------- | ----- | --------------------------- |
| 2019     | Vytautas Radžvilas | 41,860 | 3.35 (#10) | 0/11    | Nuevo | –                           |
| 2024     | Vytautas Radžvilas | 25,688 | 3.79 (#11) | 0/11    | 0     | –                           |